# Cedronella canariensis
Cedronella canariensis – gatunek roślin z rodziny jasnotowatych z monotypowego rodzaju Cedronella. Występuje jako rodzima na Wyspach Kanaryjskich, Maderze i Azorach, a jako introdukowana w Kalifornii, Południowej Afryce, Nowej Zelandii i na Tasmanii. W naturze rośnie w lasach wawrzynolistnych. Roślina silnie aromatyczna, wykorzystywana jako lecznicza, do zaparzania napojów. Uprawiana jest też jako ozdobna.

## Morfologia

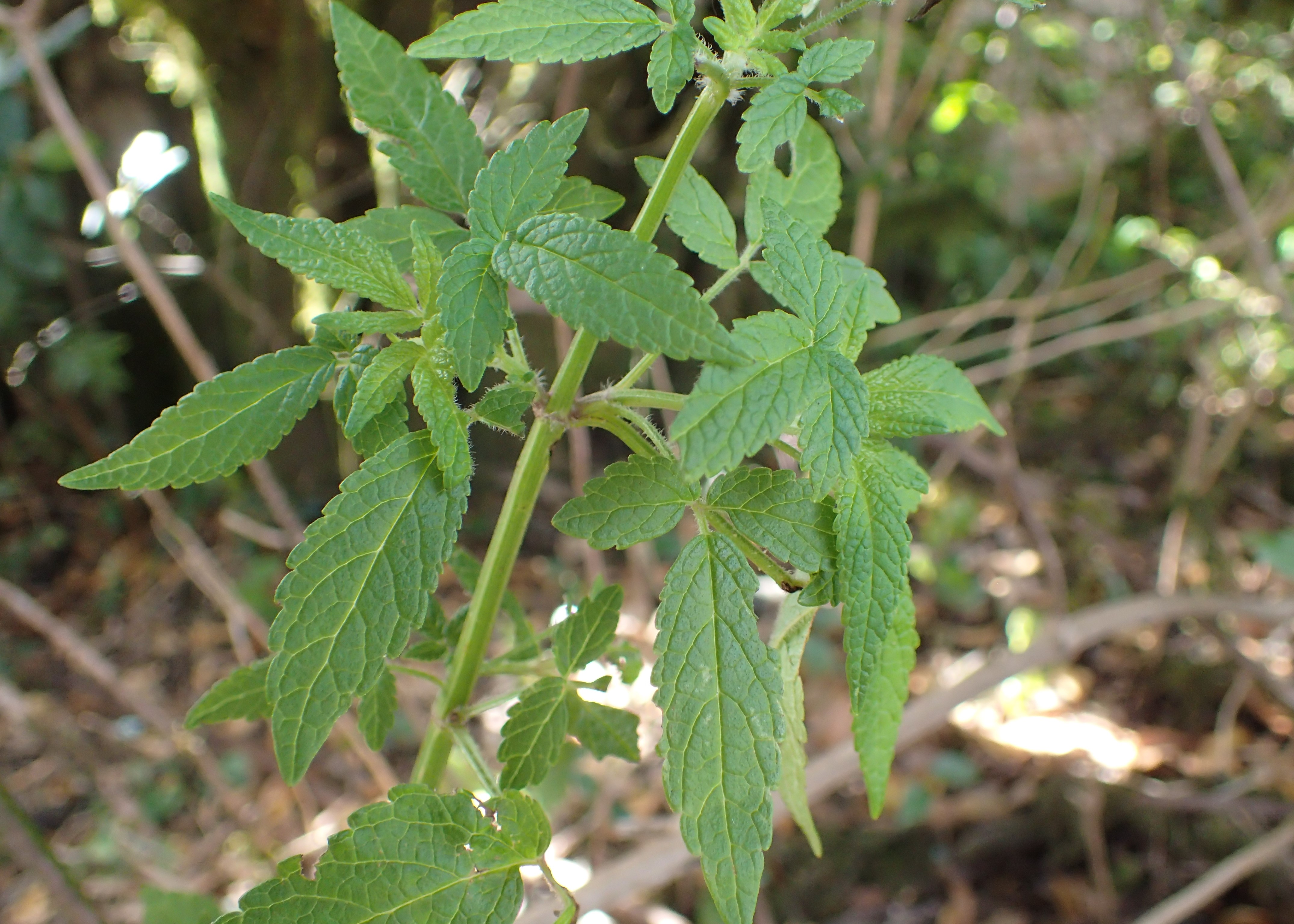
Nietypowe dla rodziny jasnotowatych trójlistkowe liście

PokrójAromatyczna bylina.
LiścieTrójlistkowe, czasem pięciolistkowe, o blaszce ząbkowanej.
KwiatyZebrane w krótkoszypułkowe lub siedzące wierzchotki tworzące kłosokształtny lub jajowaty kwiatostan złożony typu tyrs. U nasady szypułek znajdują się drobne przysadki, a pod wierzchotkami niewielkie, równowąskie, ale barwne podsadki. Kielich jest 5-działkowy, promienisty, nieco wygięty, w czasie kwitnienia rurkowaty, a podczas owocowania dzwonkowato rozdęty. Łatki na końcu rurki są wąskotrójkątne, kolczasto zaostrzone. Różowawa korona kwiatu ma rurkę wystającą z kielicha i dwie wyraźne wargi – górna jest dwupłatkowa, spłaszczona, dolna jest trójłatkowa, z okazałą, wydętą łatką środkową i falistym brzegiem. Pręciki ukryte są pod górną wargą korony, mają równolegle ułożone nitki i podobnie też okazałe pylniki. Łatki znamienia są równej długości.
OwoceNiełupki eliptyczne, gładkie, gruczołowato omszone.

## Systematyka
Pozycja systematyczna
Gatunek i rodzaj z podplemienia Nepetinae z plemienia Mentheae i podrodziny Nepetoideae z rodziny jasnotowatych Lamiaceae.